# Caractère d'un groupe compact
 (janvier 2023).
Si vous disposez d'ouvrages ou d'articles de référence ou si vous connaissez des sites web de qualité traitant du thème abordé ici, merci de compléter l'article en donnant les références utiles à sa vérifiabilité et en les liant à la section « Notes et références ».
Dans l'étude des représentations continues d'un groupe compact, les caractères sont des fonctions centrales (c'est-à-dire constantes sur les classes de conjugaison) associées aux représentations. Ils permettent de caractériser les classes d'équivalence de représentations continues irréductibles complexes de dimension finie d'un groupe compact. Par ailleurs, la décomposition d'une représentation en somme orthogonale de représentations irréductibles se comprend en termes de décomposition en séries du caractère associé dans l'algèbre hilbertienne (en) associée au groupe.

## Définition
G désigne un groupe compact. Une représentation (continue) complexe de G de dimension finie est un morphisme continu ρ:G→GL(V), où V est un espace vectoriel complexe de dimension finie. On appelle caractère associé à ρ l'application χρ définie par :
où Tr désigne la trace. On parle simplement de caractère ou de caractère irréductible pour désigner le caractère associé à une représentation ou une représentation irréductible.
Deux représentations ρ1:G→GL(V1) et ρ2:G→GL(V2) sont équivalentes s'il existe un isomorphisme linéaire T:V1→V2 tel que pour tout g∊G on a : ρ2(g)∘T=T∘ρ1(g). Les caractères associés à des représentations équivalentes sont égaux.
Pour un groupe compact, toute représentation complexe de dimension finie est équivalente à une représentation unitaire. Certains auteurs ne parlent donc dans ce cadre que de représentations unitaires.

## Sommes et produits tensoriels
Les caractères associés aux représentations duale ρ* et conjuguée ρ de ρ sont égaux au conjugué du caractère associé à ρ :
La seconde égalité est immédiate et la première résulte du fait que ρ* est équivalente à ρ, ce qui peut se démontrer en se ramenant – à nouveau par équivalence – au cas où ρ est unitaire.
Le caractère associé à la somme directe de deux représentations est égal à la somme des caractères qui leur sont associés :
Le caractère associé au produit tensoriel de deux représentations est égal au produit des caractères qui leur sont associés :

## Propriétés élémentaires
- Tout caractère est une fonction continue (donc bornée et de carré intégrable pour la mesure de Haar λ).

En effet, la fonction χρ est continue, comme composée de deux applications continues : ρ et l'application trace. Son image est donc une partie compacte (donc bornée) de ℂ. A forti χρ est de carré intégrable, car λ est une mesure finie. De plus, toute borne explicite pour ρ en fournit une pour χρ car si V est de dimension n, |χρ(g)|≤n║ρ(g)║ (en particulier si ρ est unitaire, |χρ(g)|≤n).
- Les caractères sont des fonctions centrales : ils sont constants sur les classes de conjugaison de G.

En effet, pour tous s et t dans G, on a :
- Pour deux représentations irréductibles non équivalentes ρ et σ, les caractères associés sont orthogonaux au sens où{\displaystyle \int _{G}\chi _{\rho }(t).{\overline {\chi _{\sigma }(t)}}~\mathrm {d} \lambda (t).}

En effet, pour toute représentation (V, ρ), le caractère χρ appartient au sous-espace C(ρ) engendré, dans l'espace de Hilbert L2(λ), par les coefficients matriciels de ρ (dans n'importe quelle base de V). Or si ρ et σ sont irréductibles et non équivalentes, C(ρ) et C(σ) sont orthogonaux.

## Algèbre hilbertienne deG
L'espace de Banach L2(λ), muni du produit de convolution défini par :
est une algèbre de Banach. Son centre est la sous-algèbre fermée des fonctions centrales mesurables sur G de carré intégrable. Les caractères χρ, quand ρ parcourt un ensemble maximal de représentations (continues, complexes, de dimensions finies) irréductibles non équivalentes, forment une base hilbertienne de ce centre. Le sous-espace dense qu'ils engendrent est l'algèbre des caractères.